# Klezmafour
Klezmafour – zespół wokalno-instrumentalny wykonujący muzykę klezmerską i bałkańską, w którego skład wchodzą muzycy pochodzący z Lublina, Białegostoku i Warszawy.
Zespół jest laureatem dwóch nagród na Międzynarodowym Festiwalu Muzyki Żydowskiej w Amsterdamie w 2010, dzięki czemu wyruszył w trasę koncertową po Stanach Zjednoczonych i Kanadzie.
Klezmafour zagrał koncerty na największych i najważniejszych festiwalach w Polsce: Heineken Open’er, Przystanek Woodstock, Ethnoport Festival, Jarmark Dominikański, Wschód Kultury. Zespół występował także na scenach zagranicznych festiwali (Niemcy, Anglia, Turcja, Ukraina, Bułgaria, Luksemburg, Hiszpania, Czechy).
5 listopada 2011 odbyła się premiera debiutanckiej płyty zespołu 5th Element. Kolejna płyta W górę ukazała się 2 stycznia 2014.
15.01.2015 miała miejsce premiera projektu Klezmafour Symfonicznie w Filharmonii Szczecińskiej. Dyrygował Nikola Kołodziejczyk, który również zaaranżował wszystkie utwory. W styczniu 2016 materiał ukazał się na płycie Orkiestronicznie.

## Dyskografia
- 5th Element (Karrot Kommando, 2011)
- W górę (Karrot Kommando, 2014)
- Orkiestronicznie (Karrot Kommando & Filharmonia Szczecin, 2016)

## Skład
- Andrzej Czapliński – skrzypce
- Mateusz Chmiel – klarnet
- Rafał Grząka – akordeon
- Gabriel Tomczuk – kontrabas, moog
- Tomasz „Harry” Waldowski – perkusja (do 2014 r.)
- Paweł „Melon” Maruszak – perkusja (2014–2015 r.)
- Kamil Siciak – perkusja (od 2015 r.)
- Wojciech Czapliński – klarnet (do 2019 r.)

## Galeria

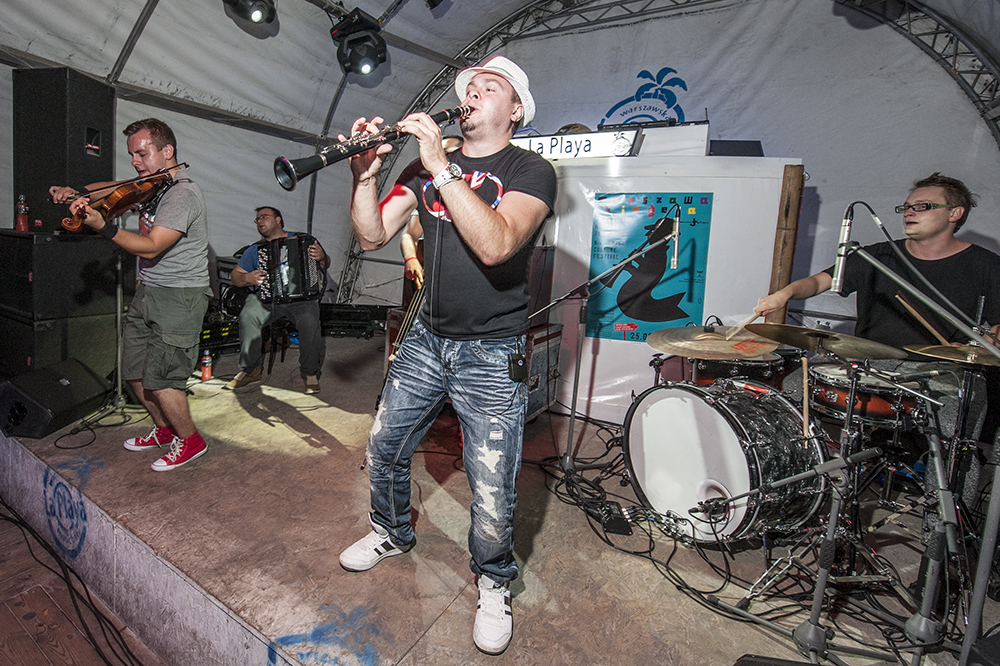
Występ w La Playa nad Wisłą, Warszawa, sierpień 2012.
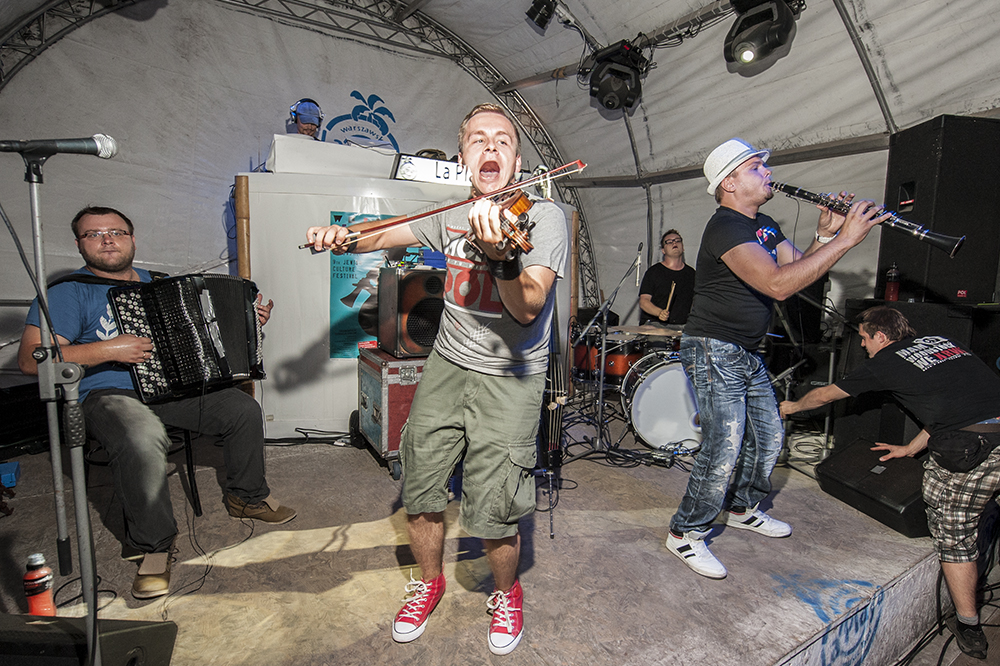
Bezpłatny koncert w ramach Festiwalu Singera
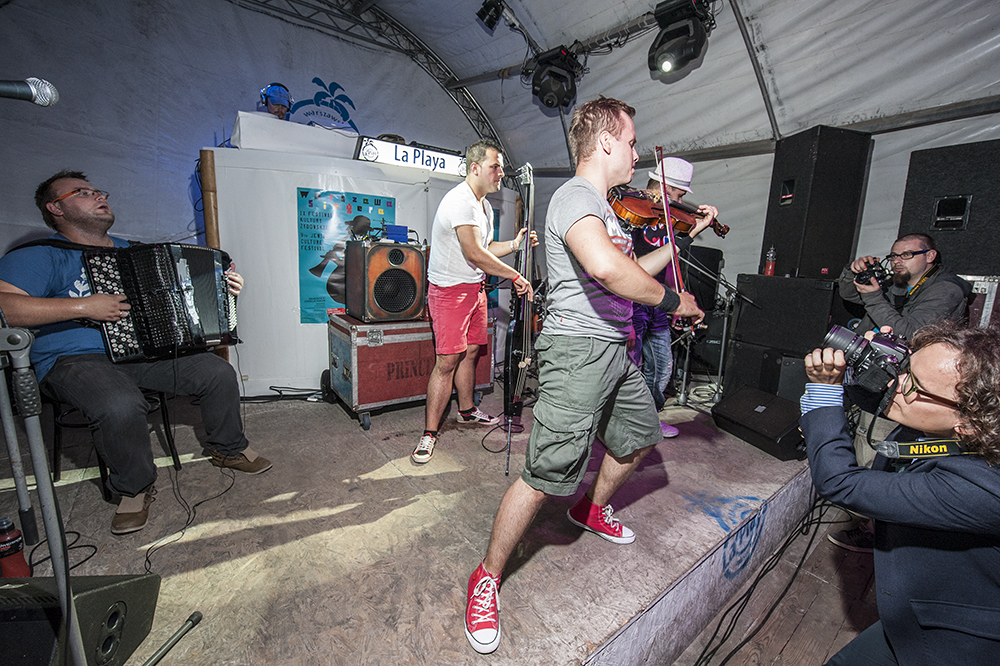
Miejsce La Playa nad Wisłą w Warszawie, sierpień 2012.
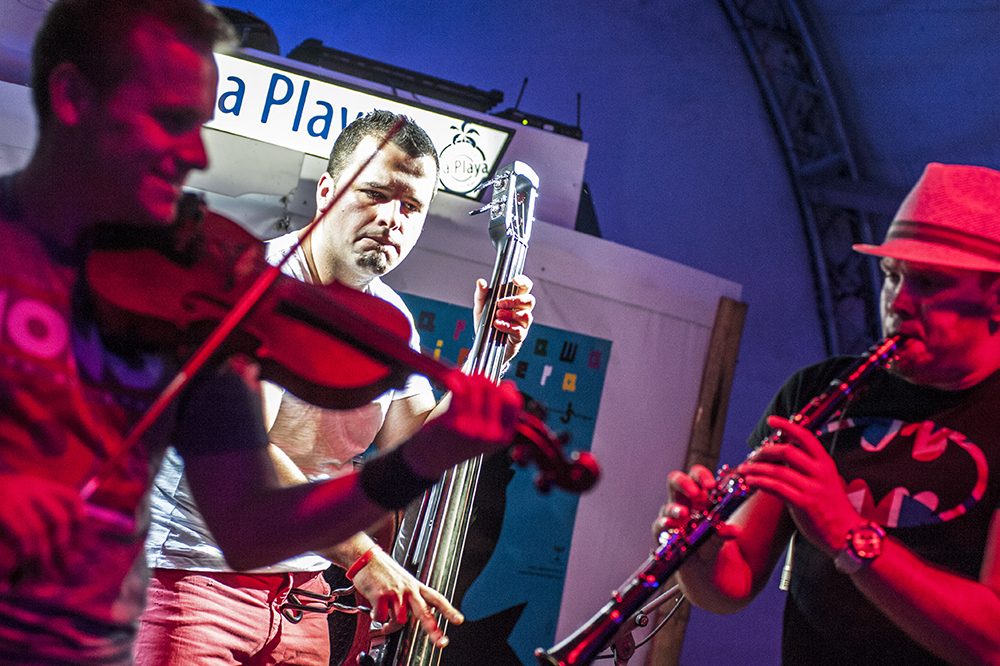
KlezmaFour - sierpień 2012.
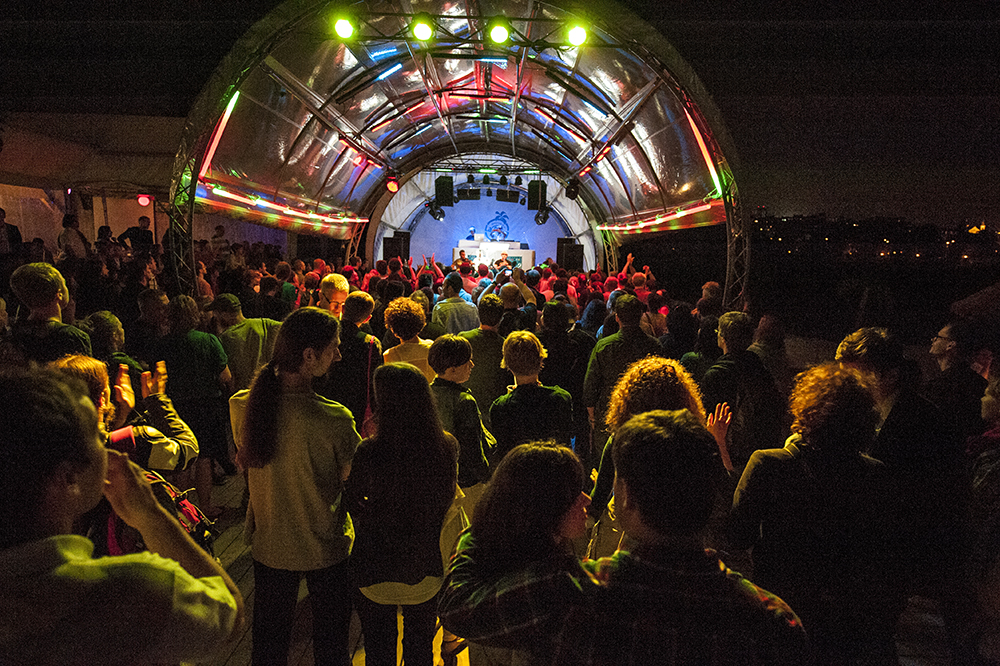
Nowoczesna sceneria klezmerska - Warszawa, sierpień 2012.
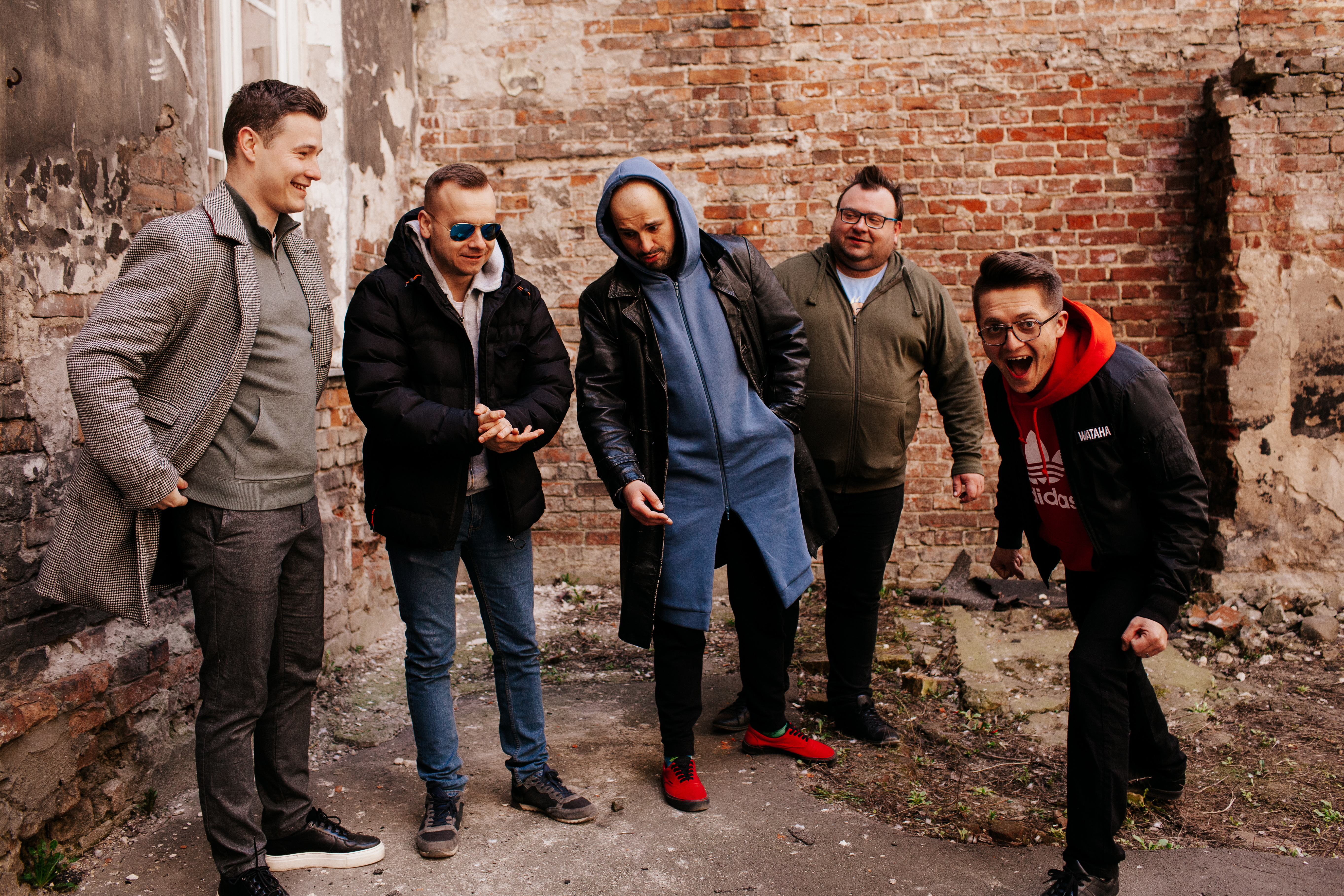
Klezmafour 2022